# Giuseppe Giannola
Giuseppe Giannola (ur. 1917 w Palermo, zm. 4 grudnia 2016) – włoski żołnierz, jedyny ocalały z masakry w Baskari dokonanej w 1943 przez żołnierzy armii USA  na 76 jeńcach wojennych.
Po wcieleniu w szeregii armii włoskiej brał udział m.in. w obronie Sycylii w czasie desantu armii USA na wyspę. W czasie walk 11 lipca 1943 udało mu się schwytać dwóch wrogich spadochroniarzy. Następnie brał udział w obronie lotniska, po wyczerpaniu amunicji oddał się do niewoli. Okazało się, że był jedynym który udając martwego ocalał z masakry w Baskari, której dokonali 14 lipca 1943 żołnierze armii USA  na 76 
włoskich i niemieckich jeńcach. 
Po zakończeniu wojny Giuseppe Giannola walczył o ujawnienie prawdy o dokonanej masakrze i dzięki determinacji osiągnął swój cel. W 2012 został odznaczony przez prezydenta Giorgio Napolitano Orderem Zasługi Republiki Włoskiej. Dzięki jego wytrwałości i determinacji 14 lipca 2012 w Santo Pietro odsłonięto tablicę pamiątkową z nazwiskami włoskich żołnierzy zabitych w trakcie masakry. 